# 호머 플레시
호머 아돌프 플레시(영어: Homer Adolph Plessy, 출생명 오메르 파트리스 플레시(프랑스어: Homère Patris Plessy); 1858년, 1862년 또는 1863년 3월 17일 – 1925년 3월 1일)는 미국인 제화공이자 운동가로, 미국 연방 대법원 판결인 플레시 대 퍼거슨 사건의 원고였다. 그는 루이지애나주의 인종 분리 정책 법률 중 하나에 이의를 제기하고 미국 연방 대법원이 분리법의 합헌성에 대해 판결하도록 강제하기 위해 시민 불복종 행위를 계획했다. 법원은 플레시에게 불리한 판결을 내렸다. 그 결과인 "분리 평등 정책" 법률 원칙은 흑인과 백인을 위해 제공된 시설이 명목상 "평등"하다면 주 정부가 명령한 분리가 미국 수정 헌법 제14조를 위반하지 않는다고 결정했다. 플레시 대 퍼거슨 사건으로 확립된 법적 선례는 1954년 브라운 대 토피카 교육위원회 재판을 시작으로 일련의 중요한 연방 대법원 분리 판결이 나올 때까지 20세기 중반까지 지속되었다.
플레시는 프랑스어를 사용하는 루이지애나 크리올인 가족에서 유색 자유민으로 태어났다. 재건 시대에 성장한 플레시는 흑인 아이들이 통합 학교에 다니고, 흑인 남성들이 투표할 수 있으며, 인종 간 결혼이 합법인 사회에서 살았다. 그러나 1877년 전 아메리카 연합국에서 미 연방군이 철수하면서 그러한 많은 시민권이 침해되었다. 1880년대에 플레시는 정치 활동에 참여했으며, 1892년 시민권 단체인 시민 위원회는 철도에서 흑인과 백인을 위한 별도의 편의 시설을 요구하는 루이지애나주의 별도 차량법에 이의를 제기하기 위한 시민 불복종 행위에 그를 영입했다. 1892년 6월 7일, 플레시는 "백인 전용" 일등칸 열차표를 구입하여 열차에 탑승했고, 단체에서 고용한 사설 탐정에 의해 체포되었다. 존 하워드 퍼거슨 판사는 주 형사 지방 법원에서 플레시에게 불리한 판결을 내렸으며, 루이지애나주가 주 경계 내에서 철도를 규제할 권리가 있다는 근거로 이 법을 지지했다. 플레시는 미국 연방 대법원에 상소했고, 연방 대법원은 4년 후인 1896년에 이 사건을 심리하여 7대 1로 루이지애나주의 손을 들어주었으며, 1950년대와 1960년대까지 시행된 짐크로 법의 법적 근거로 "분리 평등" 원칙을 확립했다.

## 초기 삶과 역사적 맥락
플레시는 1858년, 1862년, 또는 1863년 3월 17일에 오메르 파트리스 플레시라는 이름으로 태어났을 수 있다. 그는 루이지애나주 뉴올리언스의 프랑스어를 사용하는 크리올 가족의 두 자녀 중 둘째였다. 이후 문서에서는 그의 이름을 호머 아돌프 플레시 또는 오메르 아돌프 플레시로 표기한다. 그의 아버지인 목수 조셉 아돌프 플레시와 그의 어머니인 재봉사 로자 드베르그는 모두 혼혈 유색 자유민이었다. 호머의 친할아버지인 제르맹 플레시는 1777년경 보르도에서 태어난 백인 프랑스인이었다. 제르맹 플레시는 아이티 혁명을 피해 1790년대에 수천 명의 유럽 정착민 그룹의 일원으로 뉴올리언스로 이주하기 전 프랑스 생도맹그 식민지에서 살았다. 제르맹 플레시는 이후 프랑스와 아프리카 혈통의 유색 자유민 여성인 카트린 마티외와 함께 살았으며, 여덟 명의 자녀를 두었다. 남북 전쟁 이전 기록에 따르면, 호머의 외조부모는 모두 아프리카 혈통이거나 혼혈이었다. 호머의 많은 조상과 친척들은 대장장이, 대목장, 제화공 등 재산을 소유한 상인이었다.
조셉 아돌프 플레시는 1869년에 사망했다. 2년 후인 1871년에 호머의 어머니는 미국 우정청 서기였고 제화공으로 부수입을 얻던 빅터 M. 뒤파트와 결혼했다. 뒤파트는 이전 결혼에서 여섯 자녀를 두었고, 플레시의 어머니는 호머와 그의 여동생 이다 외에 뒤파트와 함께 한 자녀를 낳았다. 플레시의 의붓아버지는 정치에 참여했으며, 1869년과 1870년에 투표하기 위해 인두세를 납부했다. 그는 또한 1873년 통일 운동에 참여했는데, 이 운동은 재건 시대 루이지애나주에서 정치적 평등, 인종적 단결, 차별 종식을 촉진하는 시민권 운동이었다.
키스 메들리는 플레시가 루이지애나주에서 흑인들이 전례 없는 시민권을 얻었던 사회에서 성장했다고 기록한다. 1868년부터 모든 흑인 남성들은 인두세를 납부하면 투표할 수 있었다. 주 정부는 1869년에 인종 통합 학교 시스템을 시행했다. 주 의회는 1868년에 인종 간 결혼을 합법화했다. 그리고 1870년대에 200명 이상의 흑인 남성들이 주 및 지방 수준에서 선출직을 맡았다. 그러나 메들리는 1877년 전 아메리카 연합국에서 미 연방군이 철수하면서 그러한 성과 중 많은 부분이 침해되었다고 기록한다. 1870년대 후반 백인 민주당원들이 권력을 되찾았을 때, 그들은 흑인을 위한 공공 교육 자금 지원을 중단하기 시작했다.
플레시는 제화공으로 일했으며 친척에 따르면 목수 일도 했을 수 있다. 1880년대에 그는 뉴올리언스 프렌치쿼터에 있는 패트리시오 브리토의 제화업체에서 일했다. 그는 1888년 7월 14일 세인트 오거스틴 교회에서 19세의 루이스 보든에이브와 결혼했다. 브리토가 증인으로 참석했다. 1889년에 그와 그의 아내는 당시 뉴올리언스의 인종 통합 중산층 동네인 포부르 트레메로 이사했고, 제6구 제3선거구에 유권자 등록을 했다. 그는 또한 프리메이슨이었다.
메들리는 플레시의 정치 활동이 재건 시대 이후인 1880년대에 시작되었다고 기록한다. 1887년에 그는 뉴올리언스의 공공 교육 개혁을 위한 50인 규모의 정의, 보호, 교육 및 사회 클럽의 부회장으로 재직했다. 루이지애나주는 1879년에 인종 통합 학교를 폐지했을 뿐만 아니라, 뉴올리언스의 많은 공립학교들은 자금 부족으로 1880년대에 문을 열 수 없었다. 이에 대응하여 이 단체는 지역 사회 도서관을 수집하고 건설하겠다는 의사를 담은 팜플렛을 발행했으며, "사기와 조작으로부터 안전하게 보호함으로써 좋은 교사, 충분한 기간, 그리고 현재 우리가 가지고 있지 않은 학교 유지에 필요한 모든 물품을 보장해 달라"며 루이지애나 주 정부에 "공공 교육에 대한 우리의 공정한 몫"을 호소했다.
호머 플레시의 알려진 사진은 없지만, 루이지애나주의 전 주지사 핑크니 벤턴 스튜어트 핀치백의 사진이 플레시의 사진으로 잘못 알려져 있다.

## 플레시 대 퍼거슨 사건

### 시험 소송의 조직

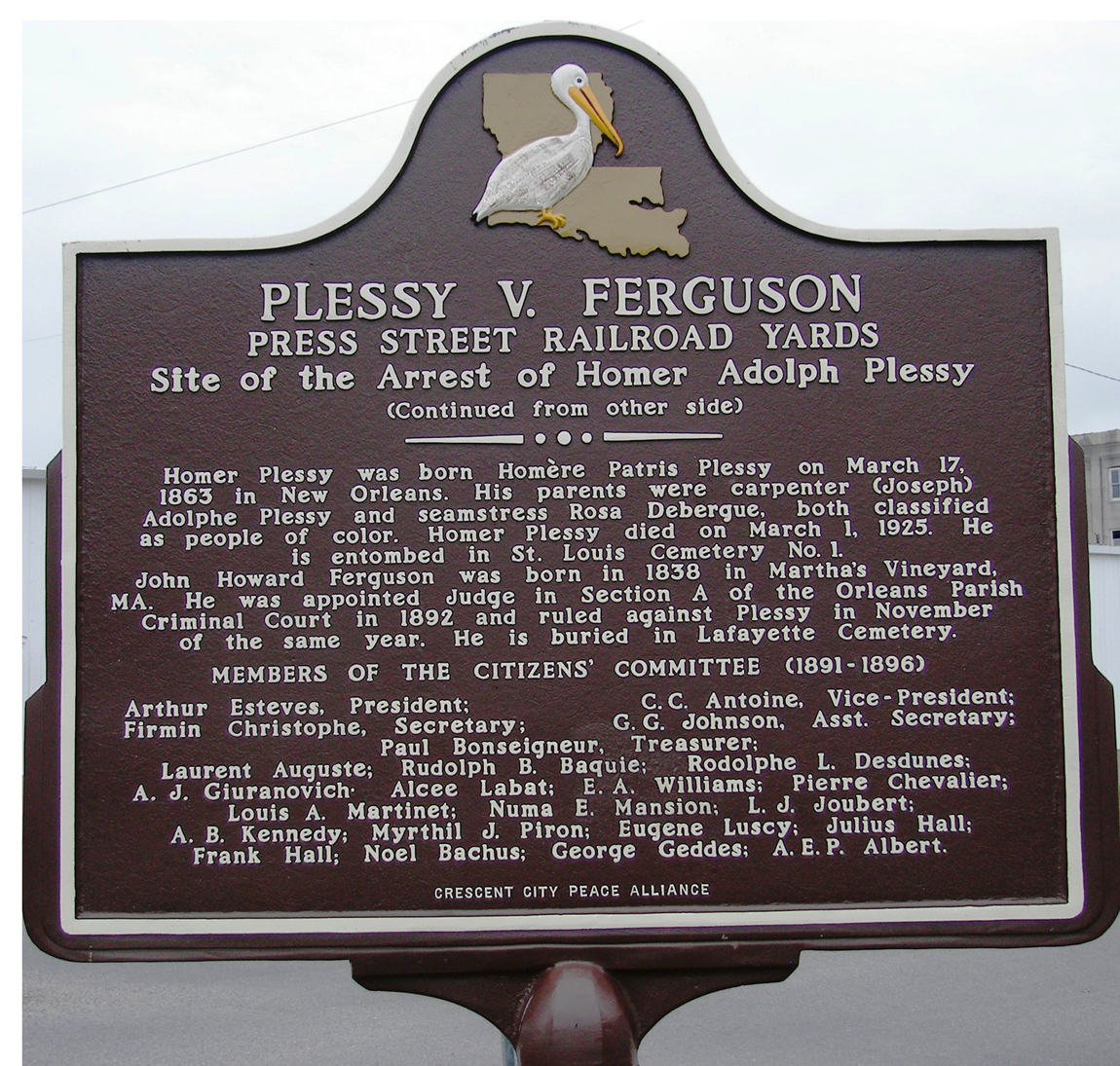
1892년 6월 7일 크리스 C. 케인이 호머 플레시를 체포한 뉴올리언스의 장소를 표시하는 안내판.

1890년, 루이지애나주는 별도 차량법을 통과시켰는데, 이는 철도 차량을 포함하여 철도에서 흑인과 백인을 위한 별도의 숙소를 요구하는 법이었다. 뉴올리언스의 저명한 흑인, 유색 혼혈인, 백인 혼혈인 주민 18명으로 구성된 그룹이 이 법에 이의를 제기하기 위해 시민 위원회를 결성했다. 흑인 공화당 신문인 더 뉴올리언스 크루세이더(The New Orleans Crusader)의 많은 직원들이 이 그룹의 회원이었는데, 발행인 루이스 A. 마르티네트, 작가 로돌프 데스듄, 그리고 플레시가 부회장이었을 때 동시에 정의, 보호, 교육 및 사회 클럽의 회장을 맡았던 L. J. 주베르트가 포함되었다.
이 그룹은 변호사이자 시민권 운동가인 앨비온 W. 투르지에게 연락했고, 그는 사법부가 짐크로 법의 합헌성을 결정하도록 강제하기 위해 법원에 시험 소송을 제기하는 것을 돕기로 동의했다. 마르티네트와의 서신에서 투르지는 "8분의 1 미만의 유색 혈통"을 가지고 백인으로 지나갈 수 있는 원고를 찾는 것을 제안했다. 변호사는 모호한 인종 정체성을 가진 사람을 선택함으로써 루이지애나 주 의회가 인종을 정의하지 못한 점을 악용하고 법원이 결정적인 인종 범주에 대한 과학적 증거의 불확실성을 고려하도록 강제할 수 있기를 바랐다. 법정에서 그는 나중에 8분의 1 아프리카 혈통을 가진 남성은 자신이 어떤 인종에 속하는지조차 모를 수 있으므로, 철도 직원은 "인종 문제를 결정"하고 혼혈 개인이 어떤 차량에 앉아야 하는지 결정할 자격이 훨씬 덜하다고 주장했다.
투르지는 여성 원고를 찾는 것도 제안했는데, 법원이 열차에서 쫓겨난 여성에게 더 동정적일 것이라고 믿었기 때문이었다. 그러나 시민 위원회는 대신 그룹 회원 로돌프 데스듄의 아들인 음악가 대니얼 데스듄을 영입했다. 마르티네트는 여러 철도 회사에 그룹의 의도를 알렸다. 철도 회사들은 별도 차량법에 압도적으로 반대했는데, 이는 절반만 채워질 수 있는 추가 차량을 사용하도록 강제하여 운영 비용을 증가시켰기 때문이었다. 일부 회사는 법을 시행했지만, 다른 회사들은 그러지 않았다. 마르티네트는 결국 루이빌 앤 내슈빌 철도 회사에 그룹의 계획에 참여하도록 설득했다. 1892년 2월 24일, 대니얼 데스듄은 모빌 (앨라배마주)행 열차의 일등석 티켓을 구입했다. 그가 "백인 전용" 차량에 앉자마자 차장은 열차를 멈췄고, 시민 위원회에서 고용한 사설 탐정이 데스듄을 체포했다. 그러나 1892년 5월, 루이지애나 주 대법원이 별도 차량법이 주 간 철도 여행에는 적용되지 않는다고 판결한 후, 검찰은 데스듄에 대한 기소를 취하했다.
시험 소송을 법원에 가져오기 위해 시민 위원회는 루이지애나주 경계 내에서만 운행하는 기차 여행에서 또 다른 사건을 계획해야 했다. 그들은 로돌프 데스듄의 친구였을 수 있는 플레시를 원고로 모집했다. 마르티네트는 이 법에 반대하는 회사 중 하나인 동부 루이지애나 철도에 연락하여 시민 불복종 행위를 계획할 의사를 밝혔다. 그는 또한 사설 탐정 크리스 C. 케인의 서비스를 고용하여 플레시를 체포하고 그가 별도 차량법 위반으로 기소되고 평화 방해와 같은 경범죄가 아닌지 확인했다.
1892년 6월 7일, 플레시는 뉴올리언스 프레스 스트리트 역과 커빙턴 (루이지애나주) 사이를 운행하는 동부 루이지애나 철도의 일등석 티켓을 구입했다. 이 여정은 약 30마일로 두 시간이 걸렸을 것이다. 그는 "백인 전용" 승객칸에 앉았다. 계획된 행동에 동조했던 차장 J. J. 다울링이 플레시의 티켓을 받으러 왔을 때, 그는 플레시에게 "백인 전용" 칸에서 내리라고 말했다. 플레시는 거부했다. 차장은 열차를 멈추고 역으로 돌아가 케인 형사와 함께 돌아왔다. 케인과 다른 승객들은 플레시를 강제로 열차에서 끌어냈다. 케인은 플레시를 체포했고 그를 오를레앙 교구 감옥으로 데려갔다. 시민 위원회는 감옥에 도착하여 그의 석방을 주선했고, 다음 날 위원회 회원의 집을 담보로 제공하여 500달러의 보석금을 지불했다.

### 재판
1892년 10월 28일, 플레시는 오를레앙 교구 형사 지방 법원에서 존 하워드 퍼거슨 판사 앞에 소환되었다. 그는 뉴올리언스 변호사 제임스 워커가 변호했는데, 워커는 별도 차량법이 미국 수정 헌법 제13조와 미국 수정 헌법 제14조를 위반하여 법 아래 평등한 보호를 제공한다고 주장하며 재판 법원의 관할권에 이의를 제기하는 진술서를 제출했다. 또한 "열차 직원에게 인종에 따라 승객을 배정하고 서비스 제공을 거부할 권한과 의무를 부당하게 부여했다"고 주장했다. 워커의 탄원서에는 플레시가 흑인인지 백인인지 명시하지 않았다. 11월 18일, 퍼거슨은 워커의 탄원서를 기각하며 루이지애나주가 주 경계 내에서 철도 회사를 규제할 권리가 있다고 밝혔다. 4일 후, 워커는 재판을 중단하기 위해 루이지애나 주 대법원에 금지 명령서를 청원했다.
1892년 12월, 루이지애나 주 대법원 5명의 재판관들은 만장일치로 퍼거슨의 판결을 지지하며, 북부 주의 두 가지 판례를 인용했다. 즉, 1849년 매사추세츠 주 대법원의 로버츠 대 보스턴 시 판결로 학교의 인종 분리가 합헌이라고 판결한 사례와, 1867년 펜실베이니아 주 대법원의 판결로 철도 회사가 흑인과 백인 승객을 승객칸의 분리된 구역에 앉힐 권리를 옹호한 사례였다. 법원은 워커의 재심 요청을 기각했다.

### 대법원 상소
1893년 1월 5일, 워커는 상고장을 제출했고, 미국 연방 대법원이 이를 수락했다. 투르지는 연방 대법원에서 플레시를 변호할 것이며 전 법무차관 새뮤얼 F. 필립스를 공동 변호인으로 영입했다. 이 사건은 1893년 1월에 처음 상정되었지만, 투르지는 시민 위원회에 패소할 것이라는 우려를 표명하는 편지를 썼다. 시민 위원회가 처음 조직된 지 3년 만에 벤저민 해리슨 대통령의 행정부 아래에서 법원의 구성이 바뀌었고, 더욱 분리주의적인 경향을 띠게 되었다. 그는 비우호적인 재판관들이 시간이 지나면서 마음을 바꾸거나 은퇴하기를 바랐다. 한 편지에서 그는 이렇게 썼다. "법원은 대중의 압력을 받기 전까지는 항상 자유의 적이었다." 1890년대에는 사건이 연방 대법원에 상정되기까지 몇 년이 걸릴 수 있었고, 플레시의 변호사들은 1896년 미국 대통령 선거가 임박할 때까지 지연시켜 선거가 자신들에게 유리한 결과에 영향을 미치기를 바랐다. 그러나 법원은 1896년 봄에 이 사건을 소환했고, 플레시 대 퍼거슨 사건의 구두 변론은 4월 13일에 열렸다. 투르지는 루이지애나주가 노예 제도를 폐지한 미국 수정 헌법 제13조와 "어떤 주도 미국의 시민의 특권이나 면책을 침해하는 법률을 만들거나 시행해서는 안 되며, 어떤 주도 법의 정당한 절차 없이 어떠한 사람의 생명, 자유, 재산을 박탈해서는 안 된다"고 명시한 미국 수정 헌법 제14조를 위반했다고 주장했다. 그는 또한 분리법이 본질적으로 흑인이 열등하다는 것을 암시하며, 따라서 "어떤 주도... 그 관할권 내의 어떤 사람에게도 법의 평등한 보호를 거부해서는 안 된다"고 명시된 제14조의 평등보호조항을 위반하는 2류 지위로 그들을 낙인찍는다고 주장했다.
1896년 5월 18일, 연방 대법원은 플레시에게 불리한 7대 1 판결을 내렸으며, 루이지애나주의 열차 분리법의 합헌성을 지지했다. 헨리 빌링스 브라운 대법관은 다수 의견을 발표하며, 먼저 루이지애나주 법이 제13조를 위반했다는 주장을 기각했다. 다수 의견에 따르면, 제13조는 흑인 미국인들이 노예 제도를 폐지하는 데 필요한 기본적인 법적 평등 수준을 보장하는 것 이상을 의미하지 않았다. 다음으로, 법원은 이 법이 평등보호조항을 위반하는지 여부를 검토했는데, 제14조는 미국 내 모든 인종의 법적 평등을 보장하기 위한 것이었지만, 사회적 또는 다른 유형의 차별을 방지하기 위한 것은 아니라고 결론지었다.
제14조의 목적은 의심할 여지 없이 법 앞에서 두 인종의 절대적인 평등을 강제하는 것이었지만, 본질적으로 색깔에 기반한 구분을 폐지하거나 정치적 평등과 구별되는 사회적 평등을 강제하거나, 양측 모두에게 불만족스러운 조건으로 두 인종을 혼합하려는 의도는 아니었을 것이다.— 플레시, 163 U.S. 543–44.

법원은 또한 투르지의 분리법이 흑인 미국인들에게 "열등하다는 낙인"을 찍는다는 주장을 기각했으며, 인종적 편견은 입법으로 극복될 수 없다고 말했다.
우리는 원고 주장의 근본적인 오류가 두 인종의 강제 분리가 유색인종에게 열등하다는 낙인을 찍는다는 가정에 있다고 본다. 만약 그렇다면, 그것은 법률에서 발견되는 어떤 이유 때문이 아니라, 오로지 유색인종이 그러한 해석을 선택하기 때문이다.— 플레시, 163 U.S. 551.

브라운의 의견은 법률상 플레시의 인종 정체성에 대한 언급으로 끝났다. 그는 플레시가 법적으로 흑인인지 백인인지에 대한 질문이 형사 사건의 결과에 영향을 미칠 수 있지만, 인종 범주의 법적 정의는 미국 연방 대법원이 다룰 사안이 아니라 주 법의 문제라고 썼다. 궁극적으로 브라운은 플레시가 법적으로 흑인인지 백인인지를 결정하는 데 루이지애나 주 법에 따랐다.

## 말년

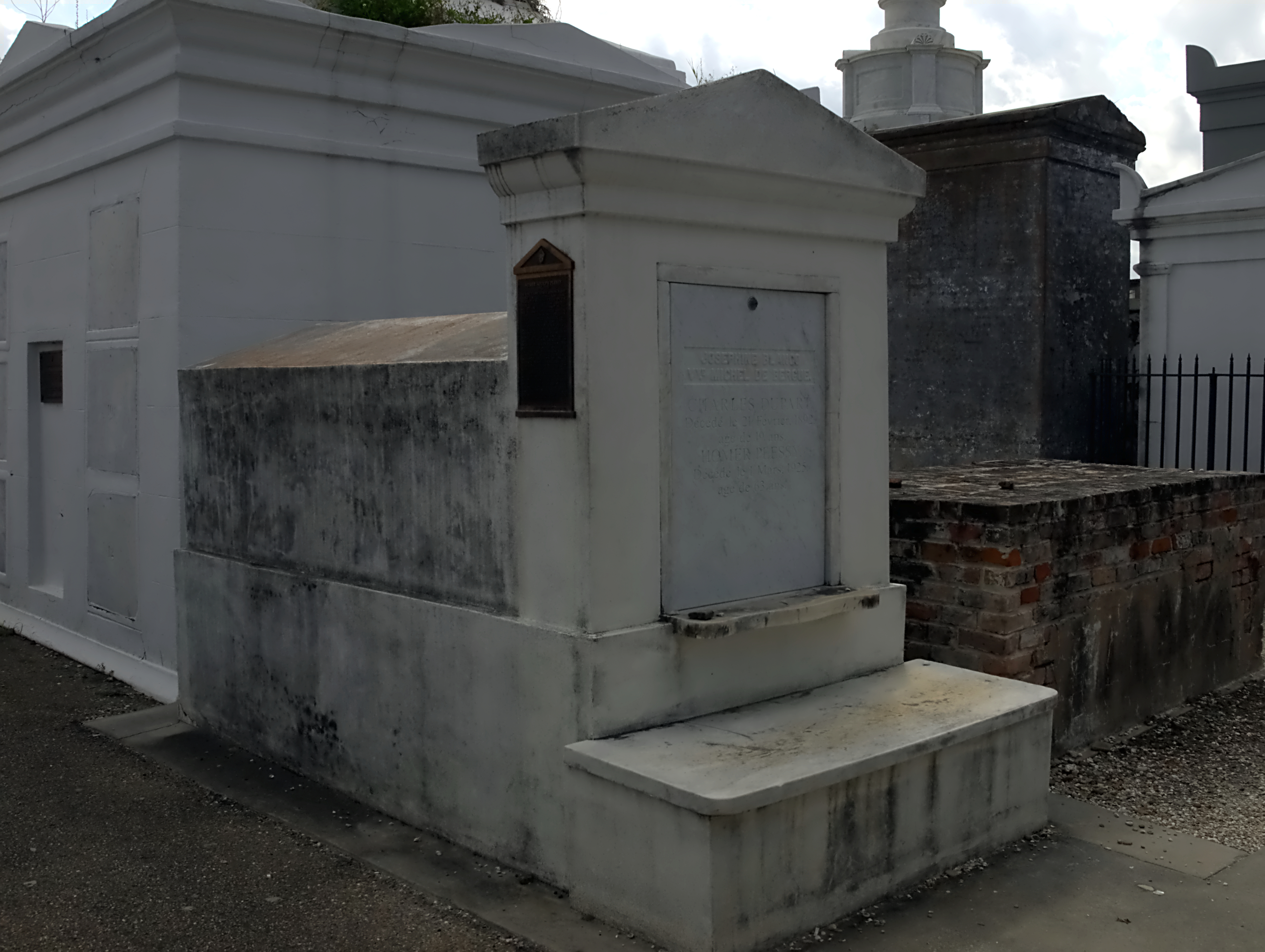
뉴올리언스에 있는 플레시의 무덤

연방 대법원 판결 이후, 플레시의 형사 재판은 1897년 2월 11일 루이지애나주 퍼거슨 법원에서 진행되었다. 그는 별도 차량법 위반 혐의에 대해 유죄를 인정했으며, 이는 25달러의 벌금 또는 20일의 징역형을 수반했다. 그는 벌금을 내기로 선택했다. 시민 위원회는 재판이 끝난 직후 해산되었다.
19세기 말과 20세기 초에 대규모 산업 생산으로 인해 제화업이 쇠퇴하면서, 플레시는 나중에 노동자, 창고지기, 사무원, 그리고 흑인 소유의 피플스 생명보험 회사에서 보험료 징수원 등으로 일했다. 그는 1925년 3월 1일 뉴올리언스에서 사망했다. 그의 사망 기사는 "호머 플레시 — 1925년 3월 1일 일요일 오전 5시 10분, 루이스 보든에이브의 사랑하는 남편"이라고 쓰여 있었다. 그는 루이지애나주 뉴올리언스 세인트루이스 공동묘지 제1호에 있는 드베르그-블랑코 가족 묘지에 안장되었다.

## 유산

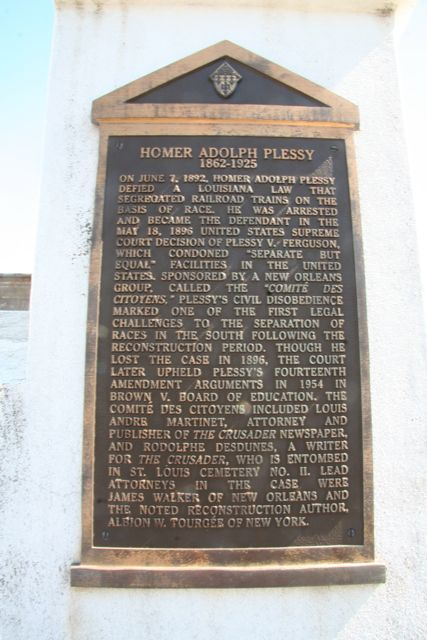
뉴올리언스, 세인트루이스 공동묘지 제1호에 있는 플레시의 무덤 측면에 있는 청동 명판은 그의 역사적 중요성을 설명한다.

플레시 대 퍼거슨 사건에 대한 연방 대법원의 판결은 국가가 후원하는 인종 분리 정책을 허용하는 "분리 평등" 법적 원칙을 만들어냈다. 1954년 브라운 대 토피카 교육위원회 재판에 대한 연방 대법원 판결은 이 원칙을 뒤집었다. 플레시 사건은 교육과 관련이 없었지만, 이후 58년 동안 분리된 학교 시스템의 법적 근거를 형성했다.
2009년, 플레시와 퍼거슨의 친척인 키스 플레시와 피비 퍼거슨은 교육 및 화해를 위한 플레시-퍼거슨 재단을 설립했다. 재단은 호머 플레시가 체포된 장소 근처인 뉴올리언스 프레스 스트리트와 로얄 스트리트 모퉁이에 역사적 표지판을 설치했다. 프레스 스트리트의 일부는 2018년에 플레시의 이름을 따서 개명되었다.
2022년 1월 5일, 루이지애나 주지사 존 벨 에드워즈는 플레시에게 사후 사면을 부여했다. 사면은 "에이버리 C. 알렉산더 법"에 따라 발부되었다. 이 2006년 법은 인종 분리 또는 차별을 유지하거나 강제할 목적으로 제정된 루이지애나 법률에 따라 범죄화되고 유죄 판결을 받은 개인에 대한 사면 절차를 신속하게 처리하기 위해 루이지애나 주의회에서 통과되었다.

### 내용주
1. 1 2  마미 로크는 플레시가 플레시 대 퍼거슨 사건으로 이어진 1892년 사건 당시 34세였을 수 있으며, 그의 출생을  1858c.년경으로 추정하지만, 뉴올리언스 세인트루이스 공동묘지 제1호에 있는 플레시의 묘비에 1925년 3월 1일 사망 당시 63세였다고 기록되어 있어 그의 출생을  1862c.년경으로 추정하기도 한다.[1] 마크 엘리엇은 1892년에 그가 30세였다고 주장하며, 이는 1861년 또는 1862년 출생을 의미한다.[2] 토머스 브룩은 출생일을 명시하지 않고 1862년 3월에 태어났다고 기록했다.[3] 하비 파이어사이드(Harvey Fireside)는 플레시가 1892년에 "20대 후반"이었다고 주장하며[4] 1863년 또는 그 이후 출생을 의미한다. 키스 메들리(Keith Medley)는 플레시가 1863년 성 파트리치오 축일, 즉 1863년 3월 17일에 태어났으며, 그의 원래 중간 이름인 파트리스(Patris)는 성 파트리치오를 기리는 것이었다고 주장한다.[5][6]
2. ↑  피카윤은 "[플레시]가 유색인종이냐고 차장이 물었고, 후자가 그렇다고 대답하자 차장은 그가 유색인종을 위한 칸으로 가야 한다고 알렸다. 그는 그렇게 하기를 거부했다..."고 보도했다.[36] 크루세이더(The Crusader)는 "차장이 다가와 [플레시]가 백인이냐고 물었다. 보통의 백인 남부인만큼 흰 피부를 가진 플레시는 자신이 유색인종이라고 대답했다. 그러자 차장은 '당신은 유색인종을 위해 예약된 칸으로 가야 합니다.'"라고 보도했다.[37] 역사가 하비 파이어사이드는 "플레시는 J. J. 다울링에게 티켓을 건네주었다... 그리고 그는 조심스럽게 연습했던 말을 했다. '루이지애나 주 법에 따르면 저는 유색인종입니다.' 차장은 플레시를 분명히 놀란 표정으로 쳐다보았다..."고 기록한다.[4]

### 인용
1. 1 2 3 4 5  Locke 1999, 596쪽
2. 1 2 3 4 5  Elliott 2006, 265쪽
3. ↑  Brook 1997, 186쪽
4. 1 2 3  Fireside 2004, 1쪽
5. 1 2 3  Medley 2003, 22쪽
6. 1 2 3 4  Rifkin, Glenn (2020년 1월 31일). “Overlooked No More: Homer Plessy, Who Sat on a Train and Stood Up for Civil Rights”. 《뉴욕 타임스》. 2020년 5월 14일에 확인함.
7. ↑  Brook 1997, 4쪽
8. ↑  Medley 2003, 24쪽
9. 1 2  Medley 2003, 21–22쪽
10. ↑  Medley 2003, 16쪽
11. ↑  Medley 2003, 26쪽
12. ↑  Medley 2003, 27쪽
13. ↑  Medley 2003, 25쪽
14. ↑  Medley 2003, 30쪽
15. 1 2 3  Medley 2003, 32쪽
16. ↑  Olsen 1982, 497쪽
17. ↑  “Document of the Month - 2013 Archive: Homer Plessy's 1888 Marriage Certificate”. 《Le Comité des Archives de la Louisiane.》. Le Comité des Archives de la Louisiane, Inc. 2013년 7월 1일. 2023년 4월 16일에 확인함.
18. ↑  Fireside 2004, 98쪽
19. ↑  Medley 2003, 34쪽
20. ↑  Scott 2008, 798쪽
21. ↑  Medley 2003, 31–32쪽
22. ↑  Scott, Mike (2017년 2월 2일). “No, Internet, this is not Homer Plessy. But who is it?”. 《타임스-피카윤》 (영어). 2022년 8월 28일에 확인함.
23. ↑  〈Plessy v. Ferguson〉. 《Encyclopedia of American Studies》. 2010. 2012년 12월 22일에 확인함.
24. ↑  Medley 2003, 31쪽
25. ↑  Medley 2003, 131–134쪽
26. 1 2  Elliott 2006, 264쪽
27. ↑  Elliott 2006, 286쪽
28. ↑  Brook 1997, 5쪽
29. ↑  틀:괄호 없는 하버드 인2용
30. ↑  Medley 2003, 135쪽
31. ↑  Fireside 2004, 25쪽
32. 1 2  Lofgren 1987, 41쪽
33. ↑  Medley 2003, 140쪽
34. ↑  Medley 2003, 139쪽
35. ↑  “Plessy v. Ferguson (No. 210)”. Legal Information Institute. 2011년 10월 4일에 확인함.
36. ↑  Medley 2003, 145쪽
37. ↑  Medley 2003, 146쪽
38. ↑  Reckdahl, Katy (2009년 2월 11일). “Plessy and Ferguson unveil plaque today marking their ancestors' actions”. 《The Times-Pickayune》. 2014년 3월 7일에 확인함.
39. 1 2  Plessy v. Ferguson, 163 U.S. 537 (1896)
40. ↑  Medley 2003, 143쪽
41. 1 2  Fireside 2004, 3쪽
42. 1 2 3  Elliott 2006, 270쪽
43. ↑  Lofgren 1987, 36쪽
44. ↑  Maidment, Richard A. (August 1973). 《Plessy v. Ferguson Re-Examined》. 《Journal of American Studies》 7. 125–132쪽. doi:10.1017/S0021875800013396. JSTOR 27553056. S2CID 145390453.
45. ↑  Lofgren 1987, 35쪽
46. ↑  Lofgren 1987, 42쪽
47. ↑  Tischauser 2012, 30쪽
48. 1 2  Lofgren 1987, 43쪽
49. ↑  Lofgren 1987, 148쪽
50. ↑  Lofgren 1987, 149쪽
51. ↑  Lofgren 1987, 150쪽
52. ↑  Elliott 2006, 280쪽
53. 1 2  “Plessy v. Ferguson – 163 U.S. 537 (1896) :: Justia US Supreme Court Center”. Supreme.justia.com. 2022년 1월 7일에 확인함.
54. ↑  Chemerinsky (2019), § 9.3.1, p. 760.
55. 1 2 3  Nowak & Rotunda (2012), § 14.8, p. 818.
56. ↑  Quoted in Nowak & Rotunda (2012), § 14.8, p. 818.
57. ↑  Chemerinsky (2019), § 9.3.1, p. 761.
58. ↑  Quoted in Chemerinsky (2019), § 9.3.1, p. 761.
59. ↑  Lofgren 1987, 177쪽
60. ↑  Elliott 2006, 292쪽
61. ↑  Lofgren 1987, 191쪽
62. ↑  Lofgren 1987, 208쪽
63. ↑  Fireside 2004, 229쪽
64. ↑  Elliott 2006, 294쪽
65. ↑  Medley 2003, 29쪽
66. ↑  "Homer Adolph Plessy", A Dictionary of Louisiana Biography, Vol. 2 (1988), p. 655
67. 1 2  Medley 2003, 218쪽
68. ↑  “Document of the Month - 2016 Archive: Homer Plessy's 1925 Death Certificate”. 《Le Comité des Archives de la Louisiane.》. Le Comité des Archives de la Louisiane, Inc. 2016년 2월 1일. 2023년 4월 16일에 확인함.
69. 1 2  Olsen 1982, 498쪽
70. ↑  “The Court's Decision – Separate Is Not Equal”. 《americanhistory.si.edu》. 2019년 9월 26일에 확인함.
71. ↑  “Documents Related to Brown v. Board of Education”. 《National Archives》 (영어). 2016년 8월 15일. 2019년 9월 26일에 확인함.
72. ↑  “Earl Warren”. 《Oyez》 (영어). 2019년 9월 26일에 확인함.
73. ↑  Ted Jackson / The Times-Picayune (2009년 2월 11일). “Plessy and Ferguson unveil plaque today marking their ancestors' actions”. NOLA.com. 2012년 12월 18일에 확인함.
74. ↑  Adelson, Jeff (2018). “Portion of Press Street to be renamed after early civil rights activist Homer Plessy”. 《NOLA.com》 (영어). 2022년 1월 19일에 확인함.
75. ↑  Waxmen, Olivia. “'A Long Time Coming'”. 《Time》 (영어). 2022년 1월 5일에 확인함.
76. ↑  “Homer Plessy: Pardon for 'separate but equal' civil rights figure”. 《BBC News》 (영국 영어). 2022년 1월 5일. 2022년 1월 6일에 확인함.
77. ↑  “Louisiana Laws - Louisiana State Legislature”. 《www.legis.la.gov》. 2024년 4월 3일에 확인함.

### 자료

#### 보조 자료
- Brook, Thomas (1997). 《Plessy v. Ferguson: A Brief History with Documents》. Boston: Bedford Books.
- Chemerinsky, Erwin (2019). 《Constitutional Law: Principles and Policies》 6판. New York: Wolters Kluwer. ISBN 978-1-4548-9574-9.
- Elliott, Mark (2006). 《Color-Blind Justice: Albion Tourgée and the Quest for Racial Equality from the Civil War to Plessy v. Ferguson》. New York: Oxford University Press. ISBN 0-19-518139-5.
- Fireside, Harvey (2004). 《Separate and Unequal: Homer Plessy and the Supreme Court Decision That Legalized Racism》. New York: Carroll & Graf. ISBN 0-7867-1293-7.
- Lofgren, Charles A. (1987). 《The Plessy Case: A Legal-Historical Interpretation.》. New York: Oxford University Press. ISBN 978-0-19-503852-1.
- Medley, Keith Weldon (2003). 《We As Freemen: Plessy v. Ferguson》. Gretna, LA: Pelican. ISBN 1-58980-120-2. Review
- Nowak, John E.; Rotunda, Ronald D. (2012). 《Treatise on Constitutional Law: Substance and Procedure》 5판. Eagan, Minnesota: West Thomson/Reuters. OCLC 798148265.
- Scott, Rebecca J. (2008). 《Public Rights, Social Equality, and the Conceptual Roots of the Plessy Challenge》 (PDF). 《Michigan Law Review》 106. 777–804쪽. JSTOR 40041639.
- Tischauser, Leslie V. (2012). 《Jim Crow laws》. Santa Barbara, California: Greenwood. ISBN 9780313386091.

#### 제3자 자료
- Locke, Mamie E. (1999).  Garraty, John A.; Carnes, Mark C., 편집. 《American National Biography》 17. New York: Oxford University Press. ISBN 9780195127966.
- Olsen, Otto H. (1982).  Logan, Rayford Whittingham; Winston, Michael R., 편집. 《Dictionary of American Negro Biography》. New York: W. W. Norton. ISBN 0393015130.

## 더 읽어보기
- Chin, Gabriel J. (1996). 《The Plessy Myth: Justice Harlan and the Chinese Cases》. 《Iowa Law Review》 82. 151쪽. doi:10.17077/0021-065X.4551. SSRN 1121505.
- Luxenberg, Steve (2019). 《Separate: The Story of Plessy v. Ferguson, and America's Journey from Slavery to Segregation》. New York: W. W. Norton. ISBN 978-0-393-23937-9.
- Tushnet, Mark (2008). 《I Dissent: Great Opposing Opinions in Landmark Supreme Court Cases》. Boston: Beacon Press. 69–80쪽. ISBN 978-0-8070-0036-6.

틀:Segregation by type